# نومبكولا
نومبكولا (بالإنجليزية: Numbakulla)‏ آلهة السماء التي خلقت نفسها في اساطير استراليا، وهم الذين خلقوا البشر من مخلوقات غير متبلورة.